# Hemigymnochaeta bequaerti
Hemigymnochaeta bequaerti är en tvåvingeart som beskrevs av Charles Howard Curran 1931. Hemigymnochaeta bequaerti ingår i släktet Hemigymnochaeta och familjen spyflugor. Inga underarter finns listade i Catalogue of Life.